# Hale-Bopp
Hale-Bopp er en komet med en omkreds på ca. 50 km. og en kerne af is.